# Pheidole partita
Pheidole partita är en myrart som beskrevs av Mayr 1887. Pheidole partita ingår i släktet Pheidole och familjen myror. Inga underarter finns listade i Catalogue of Life.